# El Casar
El Casar – stacja metra w Madrycie, na linii 3 i 12. Znajduje się w Getafe i zlokalizowana jest pomiędzy stacjami Juan de la Cierva i Los Espartales. Została otwarta 11 kwietnia 2003 roku.